# Amika George
Amika George (4 d'octubre de 1999 -) és una activista britànica que fa campanyes contra la pobresa menstrual al Regne Unit.
Amika defineix la pobresa menstrual com la situació en la qual es troben les dones amb pocs recursos econòmics per poder comprar productes d'higiene íntima per al període menstrual.

## Biografia
George va ser criada al nord de Londres. I es va inspirar a prendre mesures després de llegir un article que descrivia quantes dones pobres britàniques van faltar a l'escola a causa de l'estigma al voltant de la menstruació i/o no es podien permetre productes sanitaris com tampons. Declarà que: "Hem de deixar molt clar que volem veure un accés igual a l'educació per a tots els joves". Als disset anys va iniciar una petició popular dirigida a Westminster (que va obtenir més de 200.000 signants) i, mentre encara es trobava a l'escola secundària, va fundar l'organització #FreePeriods l'abril de 2017. Com a part de la seva campanya, va organitzar protestes destinades a convèncer el govern del Regne Unit perquè proveís productes sanitaris gratuïts a les escolars, amb ponents com Adwoa Aboah, Suki Waterhouse, Jess Phillips i Daisy Lowe. Va escriure a Vogue sobre el paper de l'activisme entre els joves i també a The Guardian i The Telegraph sobre com s'hauria d'emular el compromís del govern escocès de proporcionar productes sanitaris gratuïts als estudiants pobres a Anglaterra. George ha comentat sovint sobre el que viuen les joves que menstruen quan no es poden permetre compreses o tampons, que utilitzen com a recurs últim articles de roba, rotllo de vàter o l'ús del mateix tampó molts dies seguits (posant-se en risc de síndrome de xoc tòxic). A més, ha remarcat com s'ha de millorar l'educació per als homes de manera que puguin afrontar el tabú de la menstruació i la pobresa.
El març de 2019, el canceller de l'exconseller Philip Hammond, va anunciar que les escoles secundàries d'Anglaterra rebrien fons per proporcionar productes sanitaris de franc a les joves més pobres. George i altres companyes de la campanya van acollir favorablement la declaració i van dir però que hauria d'anar més enllà ampliant-se a les escoles primàries (ja que la menstruació pot començar a partir dels set anys) i consagrant el compromís legal per als futurs governs.
En resposta al seu activisme, George va ser homenatjada a la llista Time com a Adolescent Més Influent de l'any 2018, The Big Issue la va incloure al Top 100 Changemakers, i Teen Vogue a 21 under 21 (després de ser nominada per la mateixa Emma Watson). George va guanyar el premi de la Goalkeepers Campaign Award de la Fundació Bill i Melinda Gates, i va ser presentada en una cerimònia a la ciutat de Nova York.
A partir d'abril de 2019, George estudià Història al Murray Edwards College de la Universitat de Cambridge, i segons la seva professora de màster Dame Barbara Stocking va ser descrita com a “inspiradora”.